# Anycall Haptic Mission 2
Anycall Haptic Mission 2 è il quinto singolo digitale della boy band sudcoreana SS501, pubblicato il 20 maggio 2009 per il mercato coreano. Il brano musicale Play, presente nel singolo, è stato utilizzato come tema musicale degli spot televisivi dei cellulari Samsung.

## Tracce
Download digitale
1. Play